# Benjamin Weger
Benjamin Weger (* 5. Oktober 1989 in Brig, Wallis) ist ein ehemaliger Schweizer Biathlet. Nach mehreren internationalen Medaillen im Jugend- und Juniorenbereich etablierte er sich ab 2010 im Weltcup und wurde mit mehreren Podestplatzierungen bis 2012 zum erfolgreichsten Schweizer Biathleten. In den folgenden Jahren gewann er zwar keine weiteren Medaillen, blieb aber der führende Biathlet seines Landes und platzierte sich mehrmals unter den besten 20 der Weltcupgesamtwertung.

## Werdegang

### Erfolge im Juniorenbereich und Aufstieg in den Weltcup (bis 2011)
Weger stammt aus Geschinen im Bezirk Goms und startete für den SC Obergoms. Zunächst war er in seiner frühen Jugend als Skilangläufer aktiv, Mitte der 2000er-Jahre begann er mit dem Biathlon. Er profitierte in der Folge von einem neu aufgesetzten Sichtungssystem für Kinder und Jugendliche des Schweizerischen Skiverbandes Swiss-Ski, der die in der Schweiz bis dahin kaum verankerte Kombinationssportart 2004 in die Verbandsstruktur integriert hatte. Als erster Nachwuchsathlet durchlief Weger ein von Swiss-Ski finanziertes Förderprogramm und wurde 2007 erstmals bei der Selektion der Nationalkader berücksichtigt. Zu diesem Zeitpunkt hatte er im Junioren-Europacup bereits mehrere Top-Ten-Platzierungen erzielt und in seiner Altersklasse bei der Junioren-WM 2007 in Martell als bestes Ergebnis einen elften Rang in der Verfolgung erreicht. Weger startete bis 2009 im Nachwuchsbereich. Er wurde dort Dritter des EM-Sprints im Februar 2008, entschied wenig später zum einzigen Mal ein Rennen im Europacup für sich und gewann im Sommer des Jahres – hinter Martin Fourcade beziehungsweise Jakov Fak – zwei Silbermedaillen bei den Juniorenwettkämpfen im Rahmen der Sommerbiathlon-Weltmeisterschaften 2008 in Haute-Maurienne. Bei seinem letzten Auftritt im Juniorenbiathlon holte er bei den Weltmeisterschaften 2009 in Canmore Silber hinter Lukas Hofer im Sprint.
In der Saison 2008/09 debütierte Weger im Erwachsenenbereich, zunächst im Dezember 2008 in der zweithöchsten Wettkampfserie, dem IBU-Cup, und einen Monat später in Oberhof im Weltcup. In seinem ersten Weltcuprennen wurde er an der Seite von Ivan Joller, Thomas Frei und Claudio Böckli als dritter Läufer der Schweizer Staffel eingesetzt und erreichte den sechsten Platz. Bei seinem ersten und in dieser Saison einzigen Einsatz in einem Einzelrennen wurde er 84. des Sprints. In der Vorbereitung auf den folgenden Winter war der 19-jährige Weger das mit Abstand jüngste Mitglied des B-Kaders von Swiss-Ski. Zu Saisonbeginn wurde er erneut für den IBU-Cup nominiert. Nach seiner ersten Podestplatzierung dort gehörte er ab Januar 2010 zum Schweizer Weltcupteam. Mit einem 19. Platz im Sprint von Ruhpolding qualifizierte er sich für die Olympischen Winterspiele in Vancouver, wo er in den Einzelrennen die vorderen 60 Ränge verpasste. Am 16. Dezember 2010 traf Weger – mittlerweile in das A-Kader befördert und dort von Steffen Hauswald trainiert – bei wechselhaften Windbedingungen 19 von 20 Schüssen beim 20-Kilometer-Einzelwettkampf auf der Pokljuka. Hinter Daniel Mesotitsch belegte er den zweiten Rang und erzielte damit das bis dahin beste Weltcupergebnis eines Schweizer Biathleten. Am Saisonende stand er mit weiteren regelmässigen Platzierungen in den Punkterängen der besten 40 auf dem 39. Rang des Gesamtweltcups.

### Zwischen erweiterter Weltspitze und Mittelfeld (2011–2022)

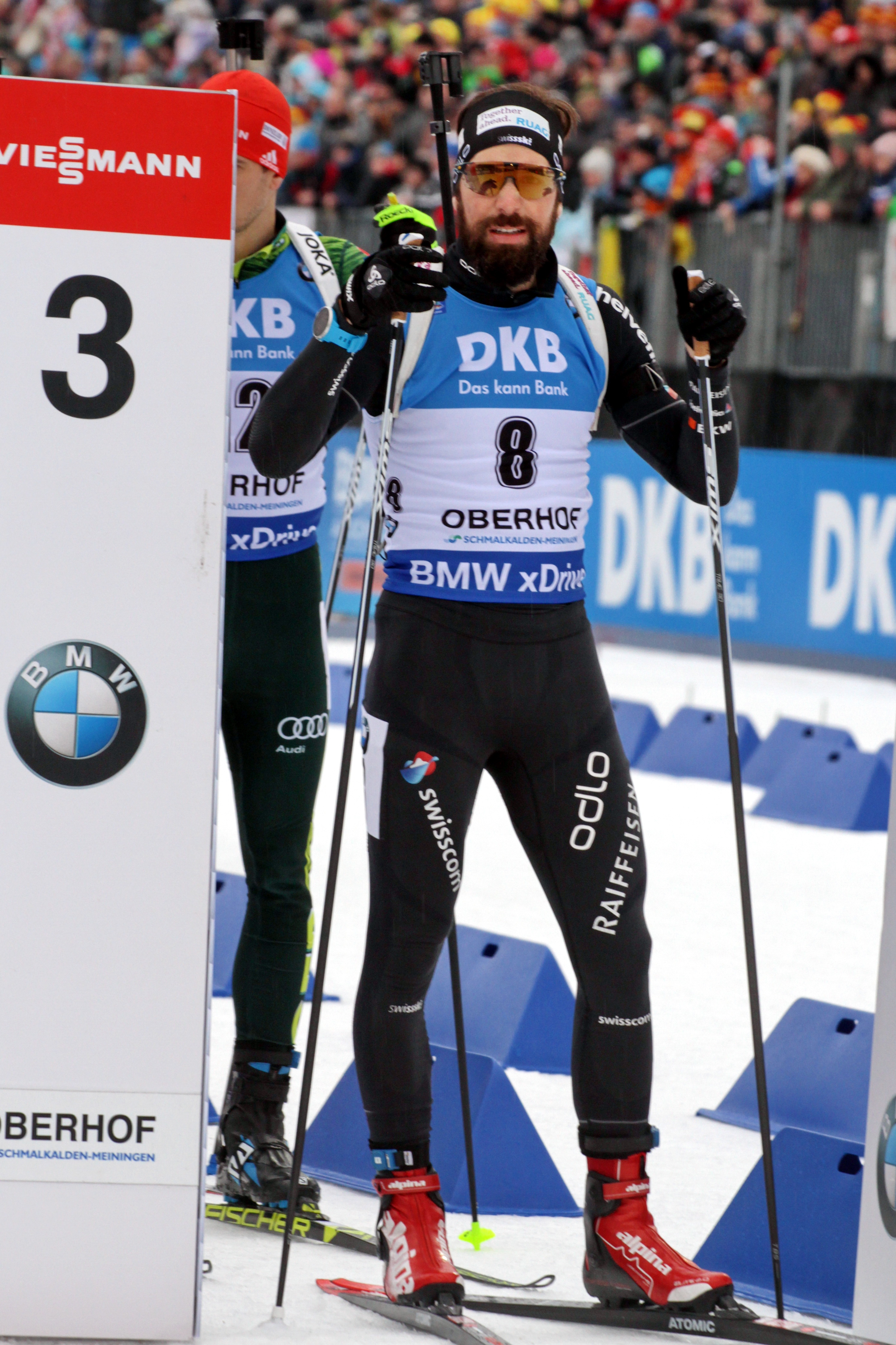
Weger im Januar 2018 in Oberhof

Wegers Aufstieg in die Weltspitze verlief bis in den Winter 2011/12 ungebrochen: Vor seiner zweiten durchgängigen Weltcupsaison absolvierte er ein deutlich erhöhtes Trainingspensum; sowohl seine Laufzeiten als auch seine Trefferquoten am Schiessstand verbesserten sich deutlich, und er erreichte zwischen Dezember 2011 und Februar 2012 drei dritte Plätze in Sprint- und Verfolgungsrennen. Als erster Schweizer Biathlet errang er damit mehr als einen Weltcup-Podestplatz in seiner Karriere. Vor den Weltmeisterschaften 2012 in Ruhpolding galt der zu diesem Zeitpunkt auf Rang fünf im Gesamtweltcup platzierte Weger als Medaillenanwärter. Bei der WM erreichte er kein Ergebnis unter den besten 15 und erlitt im abschliessenden Massenstart eine Hirnerschütterung bei einem Sturz, nach dem er das Rennen aufgab. Verletzungsbedingt verzichtete er auf den Weltcupfinal im Chanty-Mansijsk und fiel im Gesamtweltcup auf den 18. Rang zurück.
In den Weltcupsaisons 2012/13 und 2013/14 konnte Weger nicht an vorangegangene Erfolge anknüpfen: Er erreichte kein weiteres Podestergebnis und nur sporadisch Resultate unter den besten zehn. Später führte er diese Rückschritte auf ein Übertraining im Sommer 2012 und auf verschleppte Erkältungen zurück. Während Selina Gasparin bei den Olympischen Winterspielen 2014 in Sotschi die erste Schweizer Biathlonmedaille gewann, platzierte sich Weger in den Einzelwettkämpfen auf den Rängen 47 und 62. Im Rückblick erklärte er diese beiden Jahre zum Teil eines Reifeprozesses, in dem er lockerer geworden sei und seine Sommervorbereitung hin zu einem stärkeren Training der Grundlagenausdauer angepasst habe. In der Saison 2014/15 kam er in 23 von 24 Wettkämpfen in die Punkteränge, fünfmal in die Top Ten und beendete die Saison als 17. der Gesamtwertung.
Von 2015 bis zu seinem Karriereende 2022 war Weger (wie schon seit 2011) durchgängig der stärkste Athlet des Schweizer Biathlon-Weltcupteams, in dem er auch der erfahrenste Sportler war und als «Anführer» wahrgenommen wurde. Ausserdem wurde Weger mehrfacher Schweizer Meister im Biathlon. Insgesamt errang er über zehn nationale Titel. In jedem kommenden Winter platzierte er sich mehrmals unter den besten zehn eines Weltcuprennens, zunächst ohne ein weiteres Mal auf das Podest in einem Einzelwettkampf zu kommen. Das gelang ihm mit der Mixed-Staffel beim Saisonauftakt 2018/19, wo er zusammen mit Elisa Gasparin, Lena Häcki und Jeremy Finello Zweiter wurde. Bei den Olympischen Winterspielen 2018 in Pyeongchang wurde er Sechster der Verfolgung und des Einzels. Im Winter 2018/19 zeigte Weger seine bis dahin konstanteste Saisonleistung und wurde 14. des Gesamtweltcups. Im folgenden Herbst stellte er sein Höhentraining um, erreichte bei den Leistungstests im Spätherbst nach eigener Angabe persönliche Bestwerte, zeigte sich aber bei den Weltcupwettkämpfen von seiner Bestform sowohl läuferisch als auch am Schiessstand deutlich entfernt. Dennoch erzielte er bei den Weltmeisterschaften 2020 in Antholz mit dem fünften Rang im 20-Kilometer-Rennen sein bis dahin bestes Ergebnis bei einem Saisonhöhepunkt. Er brach die Saison frühzeitig ab und legte eine mehrmonatige Trainingspause im Frühling 2020 ein.
Zum Winter 2020/21 übernahm Alexander Wolf die Betreuung der Schweizer Biathleten und machte Weger vor dem Saisonstart als bestimmenden Mann im Team aus. Als Vierter beim Sprint in Kontiolahti verpasste Weger zu Beginn der Saison um 6,5 Sekunden das Podest. Dies änderte der Walliser, als er beim Massenstart in Oberhof nach dem vierten Schiessen und fehlerfreier Schiessleistung als Führender auf die Schlussstrecke ging und schliesslich hinter Tarjei Bø und Felix Leitner den dritten Platz erreichte. Diese Platzierung war Wegers erstes Podest seit Februar 2012. Beim Saisonhöhepunkt hingegen ging für ihn überhaupt nichts; nach den Rängen 47 und 62 erreichte er das Verfolgungsrennen und den Massenstart nicht. Nachdem er zum Saisonende hin mit seinen Leistungen immer mehr abgebaut hatte, fiel er nach dem letzten Weltcup auf Rang 22 im Gesamtklassement zurück.
Die Saison 2021/22 begann für Weger mit fünf Top-15-Resultaten vor dem Jahreswechsel sehr gut. Vor dem Weltcup in Oberhof wurde bei ihm allerdings ein positiver Coronatest festgestellt, was ihm Ranglistenpunkte in Oberhof und Ruhpolding kostete. In Antholz kehrte er mit Rang elf im Einzel kurz vor den Olympischen Spielen stark zurück. Dort erzielte er mit dem 19. Platz im Einzelbewerb seine viertbeste Einzelleistung bei seiner vierten Teilnahme. Mit der Mixedstaffel ging es auf den historisch guten achten Rang. Die Saisonbestleistung gelang Weger dann bei der Weltcuppremiere in Otepää, als er im Sprint auf den achten Rang lief. Im Vorfeld der letzten drei Weltcuprennen vermittelte er über die sozialen Medien, dass er nach der Saison seine Karriere als aktiver Biathlet beende. Seinen letzten Wettkampf lief Weger im Massenstart von Oslo; die Saison schloss er am Ende auf Rang 27 der Gesamtwertung ab. In seinen 16 Jahren als Leistungssportler gelangen ihm fünf Podestplatzierungen und über 50 Top-10-Resultate im Weltcup.

## Persönliches und Würdigung
Weger machte an der Sportmittelschule Brig das Handelsdiplom. 2010 brach er die kaufmännische Ausbildung ab, um sich auf den Sport zu konzentrieren. Er absolvierte im folgenden Jahr die Spitzensportler-Rekrutenschule der Schweizer Armee und erhielt im August 2011 eine Stelle als Zeitsoldat. Im Sommer trainierte Weger unweit seines Heimatortes Geschinen in einem nordischen Skizentrum. Mehrere journalistische Artikel porträtieren ihn als «Naturburschen» und leidenschaftlichen Fliegenfischer, der dem Hobby weite Teile seiner Freizeit widmet und viele Reisen mit Angelausflügen verbindet. Seit Oktober 2024 ist Weger Inhaber des von Konrad und später Simon Hallenbarter geführten Hallenbarter Sport Shop in Obergesteln.
Im nationalen Kontext bezeichnete unter anderem die Neue Zürcher Zeitung Weger als Biathlon-«Ausnahmetalent». Früh wurde er mit anderen herausragenden Schweizer Sportlern wie dem Skispringer Simon Ammann und dem Skilangläufer Dario Cologna verglichen. Seine Erfolge trugen massgeblich zur Popularisierung der Sportart in der Schweiz bei: Das Fernsehen übertrug wegen Wegers Medaillenchancen 2012 erstmals live von Biathlon-Weltmeisterschaften. Im Dezember des gleichen Jahres wurde er als Schweizer Nachwuchssportler des Jahres ausgezeichnet, nachdem er zuvor bereits den Oberwalliser Sport Award als Sportler des Jahres erhalten hatte.

## Statistiken

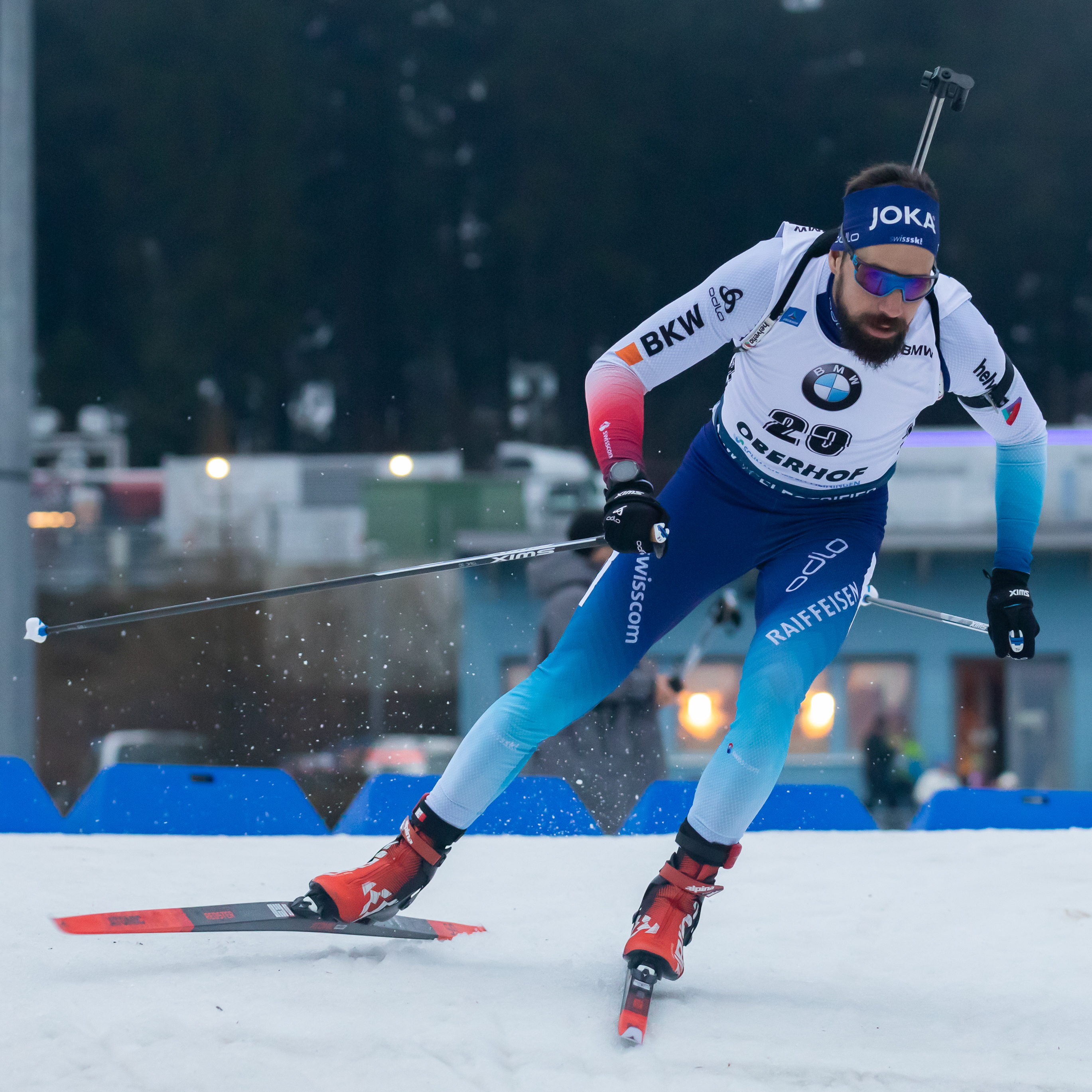
Weger beim Weltcup in Oberhof 2020

### Weltcupplatzierungen
Die Tabelle zeigt alle Platzierungen (je nach Austragungsjahr einschliesslich Olympische Spiele und Weltmeisterschaften).
- 1.–3. Platz: Anzahl der Podiumsplatzierungen
- Top 10: Anzahl der Platzierungen unter den ersten zehn (einschliesslich Podium)
- Punkteränge: Anzahl der Platzierungen innerhalb der Punkteränge (einschliesslich Podium und Top 10)
- Starts: Anzahl gelaufener Rennen in der jeweiligen Disziplin
- Staffel: inklusive Mixed- und Single-Mixed-Staffeln

| Platzierung         | Einzel | Sprint | Verfolgung | Massenstart | Staffel | Gesamt |
| ------------------- | ------ | ------ | ---------- | ----------- | ------- | ------ |
| 1. Platz            |        |        |            |             |         |        |
| 2. Platz            | 1      |        |            |             | 1       | 2      |
| 3. Platz            |        | 2      | 1          | 1           |         | 4      |
| Top 10              | 7      | 20     | 16         | 8           | 43      | 94     |
| Punkteränge         | 21     | 79     | 62         | 34          | 73      | 269    |
| Starts              | 34     | 111    | 79         | 35          | 73      | 332    |
| Stand: Karriereende |        |        |            |             |         |        |

### Weltcupwertungen
Ergebnisse bei Biathlon-Weltcups (Disziplinen- und Gesamtweltcup) gemäss Punktesystem:
| Saison  | Einzel | Einzel | Sprint | Sprint | Verfolgung | Verfolgung | Massenstart | Massenstart | Gesamt | Gesamt |
| Saison  | Platz  | Punkte | Platz  | Punkte | Platz      | Punkte     | Platz       | Punkte      | Platz  | Punkte |
| ------- | ------ | ------ | ------ | ------ | ---------- | ---------- | ----------- | ----------- | ------ | ------ |
| 2009/10 | –      | –      | 54.    | 60     | 58.        | 25         | –           | –           | 57.    | 85     |
| 2010/11 | 21.    | 68     | 39.    | 75     | 49.        | 38         | 45.         | 25          | 38.    | 206    |
| 2011/12 | 52.    | 13     | 13.    | 224    | 7.         | 232        | 24.         | 78          | 17.    | 547    |
| 2012/13 | 47.    | 22     | 34.    | 105    | 40.        | 60         | 43.         | 15          | 40.    | 202    |
| 2013/14 | 49.    | 9      | 37.    | 88     | 31.        | 98         | 37.         | 16          | 36.    | 211    |
| 2014/15 | 12.    | 75     | 10.    | 239    | 23.        | 117        | 27.         | 71          | 17.    | 502    |
| 2015/16 | 66.    | 1      | 25.    | 124    | 27.        | 112        | –           | –           | 35.    | 237    |
| 2016/17 | 8.     | 84     | 32.    | 110    | 33.        | 95         | 32.         | 39          | 30.    | 328    |
| 2017/18 | 19.    | 36     | 12.    | 190    | 11.        | 170        | 24.         | 80          | 15.    | 476    |
| 2018/19 | 69.    | 4      | 13.    | 215    | 12.        | 218        | 13.         | 130         | 14.    | 567    |
| 2019/20 | 6.     | 99     | 50.    | 37     | 64.        | 7          | 27.         | 49          | 30.    | 192    |
| 2020/21 | 33.    | 30     | 19.    | 167    | 23.        | 120        | 17.         | 116         | 22.    | 453    |
| 2021/22 | 23.    | 30     | 25.    | 144    | 30.        | 84         | 19.         | 81          | 27.    | 339    |

### Olympische Winterspiele

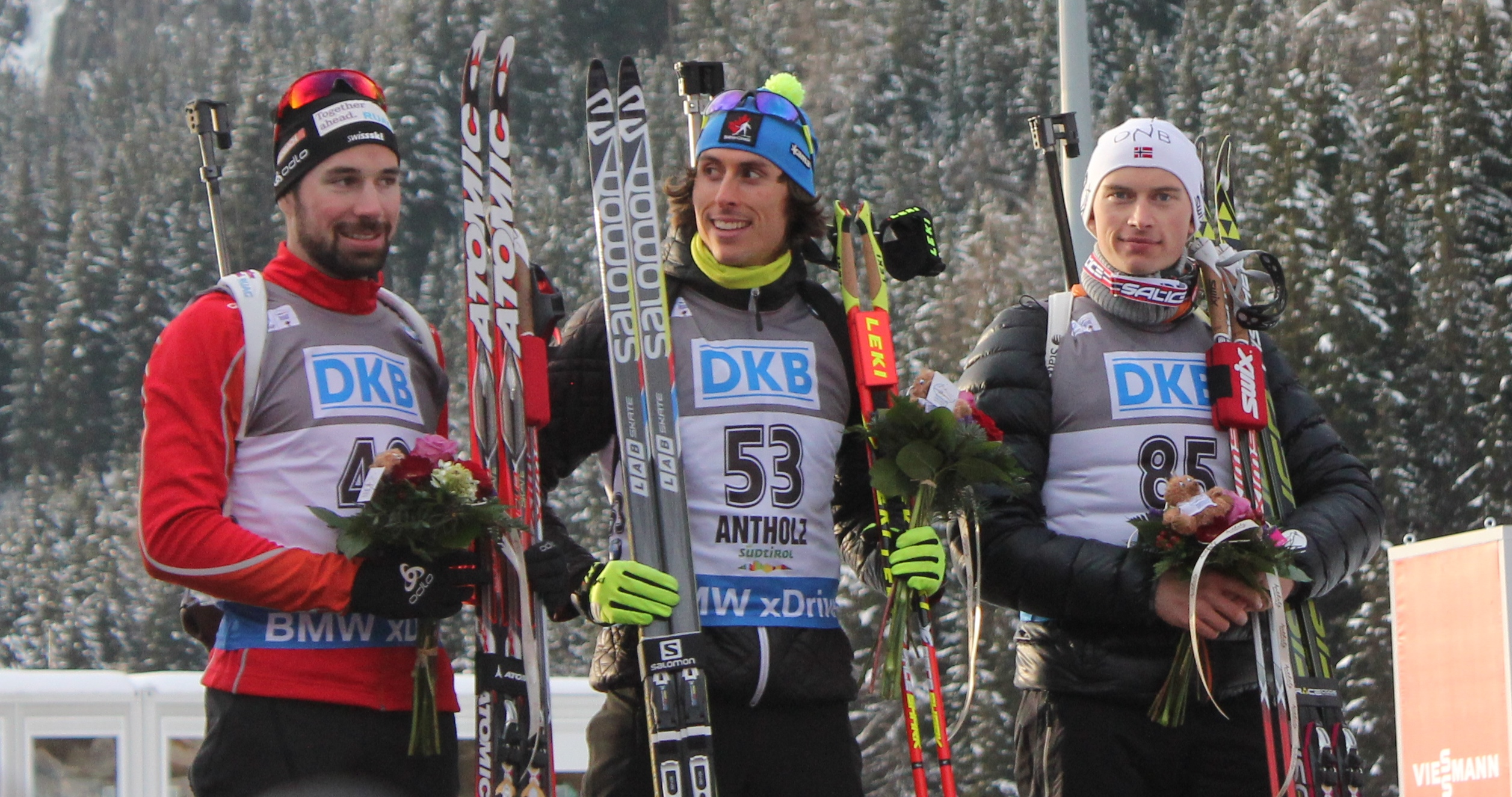
Weger links neben Brendan Green und Henrik L’Abée-Lund, 2015 in Antholz

Ergebnisse bei Olympischen Winterspielen:
|                                             | Einzelwettbewerbe | Einzelwettbewerbe | Einzelwettbewerbe | Einzelwettbewerbe | Staffelwettbewerbe | Staffelwettbewerbe |
| Einzel                                      | Sprint            | Verfolgung        | Massenstart       | Männerstaffel     | Mixedstaffel       |                    |
| ------------------------------------------- | ----------------- | ----------------- | ----------------- | ----------------- | ------------------ | ------------------ |
| Olympische Winterspiele 2010 \| Vancouver   | 54.               | 68.               | –                 | –                 | 8.                 | N/A                |
| Olympische Winterspiele 2014 \| Sotschi     | 46.               | 61.               | –                 | –                 | 13.                | 11.                |
| Olympische Winterspiele 2018 \| Pyeongchang | 6.                | 15.               | 6.                | 27.               | 15.                | 13.                |
| Olympische Winterspiele 2022 \| Peking      | 19.               | 53.               | DNS               | –                 | 12.                | 8.                 |

### Weltmeisterschaften
Ergebnisse bei Weltmeisterschaften:
| Weltmeisterschaften | Weltmeisterschaften | Einzelwettbewerbe | Einzelwettbewerbe | Einzelwettbewerbe | Einzelwettbewerbe | Staffelwettbewerbe | Staffelwettbewerbe | Staffelwettbewerbe |
| Jahr                | Ort                 | Einzel            | Sprint            | Verfolgung        | Massenstart       | Männerstaffel      | Mixedstaffel       | S.-M.-Staffel      |
| ------------------- | ------------------- | ----------------- | ----------------- | ----------------- | ----------------- | ------------------ | ------------------ | ------------------ |
| 2010                | Chanty-Mansijsk     | nicht ausgetragen | nicht ausgetragen | nicht ausgetragen | nicht ausgetragen | nicht ausgetragen  | 12.                | nicht ausgetragen  |
| 2011                | Chanty-Mansijsk     | 33.               | 51.               | 32.               | –                 | 16.                | –                  | nicht ausgetragen  |
| 2012                | Ruhpolding          | 41.               | 35.               | 16.               | DNF               | 7.                 | 10.                | nicht ausgetragen  |
| 2013                | Nové Město          | 19.               | 24.               | 34.               | 26.               | 16.                | 11.                | nicht ausgetragen  |
| 2015                | Kontiolahti         | 30.               | 13.               | 33.               | 29.               | 7.                 | 13.                | nicht ausgetragen  |
| 2016                | Oslo                | 49.               | 51.               | DNF               | –                 | 10.                | 14.                | nicht ausgetragen  |
| 2017                | Hochfilzen          | 10.               | 55.               | 53.               | –                 | 16.                | 14.                | nicht ausgetragen  |
| 2019                | Östersund           | 44.               | 10.               | 8.                | 18.               | 11.                | 11.                | –                  |
| 2020                | Antholz             | 5.                | 51.               | 59.               | 25.               | –                  | 10.                | 5.                 |
| 2021                | Pokljuka            | 46.               | 61.               | –                 | –                 | 11.                | 10.                | 9.                 |

### Jugend-/Juniorenweltmeisterschaften
Weger nahm bis 2008 an den Jugend- und 2009 an den Juniorenwettkämpfen teil.
| Weltmeisterschaften | Weltmeisterschaften | Einzelwettbewerbe | Einzelwettbewerbe | Einzelwettbewerbe | Männerstaffel |
| Jahr                | Ort                 | Einzel            | Sprint            | Verfolgung        | Männerstaffel |
| ------------------- | ------------------- | ----------------- | ----------------- | ----------------- | ------------- |
| 2007                | Martell             | 15.               | 13.               | 11.               | –             |
| 2008                | Ruhpolding          | 7.                | 4.                | 5.                | 11.           |
| 2009                | Canmore             | 35.               | 2.                | 9.                | –             |

### Siege im Junioreneuropacup
| Nr. | Datum         | Ort         | Disziplin  |
| --- | ------------- | ----------- | ---------- |
| 1.  | 13. Feb. 2008 | San Sicario | Verfolgung |